# Sân bay quốc tế Cao Hùng
Sân bay quốc tế Cao Hùng (chữ Hoa phồn thể: 高雄國際機場, tiếng Anh: Kaohsiung International Airport) là sân bay quốc tế lớn thứ hai của Đài Loan.

## Các hãng hàng không
| Hãng hàng không   | Các điểm đến | Terminal |
| ----------------- | --- | -------- |
| Air Macau         | Macau | Quốc tế  |
| Bamboo Airways    | Hà Nội | Quốc tế  |
| China Airlines    | Bangkok-Suvarnabhumi, Denpasar [theo mùa], Hong Kong, Jeju, Manila, Nagoya-Centrair, Shanghai-Pudong, Shenzhen, Singapore, Đài Bắc - Đào Viên, Tokyo-Narita [từ 31.10] | Quốc tế  |
| Daily Air         | Thất Mỹ, Vọng An | Nội Địa  |
| Dragonair         | Hong Kong | Quốc tế  |
| EVA Air           | Chengdu, Macau, Ninh Ba, Thượng Hải - Phố Đông, Đài Bắc - Đào Viên | Quốc tế  |
| Japan Airlines    | Tokyo-Narita | Quốc tế  |
| Malaysia Airlines | Kuala Lumpur, Kota Kinabalu | Quốc tế  |
| Mandarin Airlines | Hàng Châu, Hong Kong, Laoag, Ninh Ba, Seoul-Incheon | Quốc tế  |
| Mandarin Airlines | Hoa Liên, Đài Bắc - Tùng Sơn | Nội Địa  |
| TransAsia Airways | Dalian, Hàng Châu, Côn Minh, Macau | Quốc tế  |
| TransAsia Airways | Kim Môn, Mã Công | Nội Địa  |
| Uni Air           | Hàng Châu, Hà Nội, Tp.Hồ Chí Minh, Thâm Quyến, Seoul-Incheon | Quốc tế  |
| Uni Air           | Kim Môn, Mã Công | Nội Địa  |
| VietJet Air       | Hà Nội, Tp.Hồ Chí Minh | Quốc tế  |
| Vietnam Airlines  | Tp.Hồ Chí Minh, Hà Nội | Quốc tế  |

### Charter
China Airlines và Uni Air có các chuyến bay thuê từ Cao Hùng đến các thành phố của Nhật Bản:Asahigawa, Hakodate, Sapporo, Hanamaki, Obihiro, Nagasaki và Kumamoto, tùy theo mùa

### Cargo airlines
| Hãng hàng không      | Các điểm đến                          |
| -------------------- | ------------------------------------- |
| China Airlines Cargo | Hồng Kông, Manila, Đài Bắc - Đào Viên |